# Amblyeleotris memnonia
Amblyeleotris memnonia là một loài cá biển thuộc chi Amblyeleotris trong họ Cá bống trắng. Loài cá này được mô tả lần đầu tiên vào năm 2016.

## Từ nguyên
Từ định danh memnonia bắt nguồn từ Mémnōn (Μέμνων) trong tiếng Hy Lạp cổ đại, là tên gọi của Memnon, vị vua của người da đen Aethiopia trong thần thoại Hy Lạp, hàm ý đề cập đến màu sẫm cơ thể đặc trưng của loài cá này.

## Phân bố và môi trường sống
A. memnonia hiện chỉ được biết đến tại vịnh Phan Thiết (Việt Nam).

## Mô tả
Chiều dài cơ thể lớn nhất được ghi nhận ở A. memnonia là 13,2 cm. Loài này có màu nâu, trái ngược với tông màu trắng đục thường thấy ở các loài Amblyeleotris, với vây lưng, vây hậu môn, vây bụng và vây đuôi màu đen, và có thêm một sọc dọc màu đen trên đầu.
Số gai vây lưng: 7; Số tia vây lưng: 18; Số gai vây hậu môn: 1; Số tia vây hậu môn: 19; Số gai vây bụng: 1; Số tia vây bụng: 5.